# Christian Perez
Christian Perez (Marsella, Francia, 13 de mayo de 1963) es un exfutbolista francés que se desempeñó como delantero y mediocampista ofensivo.
Perez participó de 22 partidos para la selección de fútbol de Francia. Su primer partido fue en una derrota el 19 de noviembre de 1988 por 2-3 ante Yugoslavia en la clasificación para la Copa Mundial de Fútbol de 1990, en donde anotó un gol. Fue seleccionado para la fase final de la Eurocopa 1992 por el entrenador Michel Platini.

## Equipos
| Equipo                         | País                | Años                | PJ  | Goles |
| ------------------------------ | ------------------- | ------------------- | --- | ----- |
| Nîmes Olympique                | Francia             | 1980-1987           | 208 | 57    |
| Montpellier HSC                | Francia             | 1987-1988           | 32  | 11    |
| París Saint-Germain            | Francia             | 1988-1992           | 127 | 22    |
| AS Monaco                      | Mónaco              | 1992-1994           | 49  | 6     |
| Lille OSC                      | Francia             | 1994-1995           | 21  | 0     |
| Nîmes Olympique                | Francia             | 1995-1996           | 14  | 1     |
| Shanghái Greenland Shenhua     | China               | 1996-1997           | 16  | 2     |
| Selección de fútbol de Francia | Francia             | 1988–1992           | 22  | 2     |
| Total en su carrera            | Total en su carrera | Total en su carrera | 487 | 101   |